# Ernst Ludwig von Gemmingen (Politiker, 1685)
Ernst Ludwig von Gemmingen (* 2. September 1685; † 4. Dezember 1743) war hessen-darmstädtischer Regierungs- und Konsistorialpräsident.

## Leben
Er war ein Sohn des Weiprecht von Gemmingen (1642–1702) aus dessen erster Ehe mit Esther Katharina Gräfin von Geyersberg († 1689). Sein Taufzeuge war der hessen-darmstädtische Landgraf Ernst Ludwig. Vom Vater erbte er Besitz in Oppenheim, Wolfskehlen und Fränkisch-Crumbach. Er studierte ab 1702 und war von 1709 bis 1713 auf Reisen in Deutschland, England, Holland, Frankreich und Italien. Währenddessen erwarb er 1710 vom hessen-darmstädtischen Oberjägermeister Hans von Utterodt für 3000 Gulden eine Au am Rhein. 1711 war er im kurbrandenburgischen Gefolge Zeuge bei der Kaiserwahl in Frankfurt. 1714 wurde er Regierungsrat in Darmstadt, im selben Jahr erwarb er für 5100 Gulden ein Viertel des großen und kleinen Zehnten in Wolfskehl. 1717 verkaufte er verschiedene um Nierstein gelegene Güter an den mainzischen Geheimrat und Stallmeister Lothar Friedrich von Rollingen, worüber es später viel Streit gab. Wie auch schon sein Vater erreichte er höchste Ämter in hessen-darmstädtischen Diensten, er war Geheimrat, Regierungs- und Konsistorialpräsident sowie Hofrichter am Gesamthofgericht in Marburg. Er wurde in Fränkisch-Crumbach begraben, wo sein schmuckvolles Epitaph in der Evangelischen Kirche erhalten ist.

## Familie
Ernst Ludwig von Gemmingen war ab 1717 mit Dorothea Barbara von Utterodt († 1769) verheiratet.
Nachkommen:
- Luise Johanetta Charlotte (1721–1737)
- Amalie Elisabetha (1720–1731)
- Dorothea Sophie (1722–1755)
- Ludwig Eberhard (1719–1782), blieb unvermählt
- Hans Weiprecht (1723–1781) ⚭ Maria Charlotte Ernestine Schenk von Schmidtburg